# Kyriakos Papadopoulos (Kapitän)
Kyriakos Papadopoulos (griechisch Κυριάκος Παπαδόπουλος; * 1973 oder 1974; † 10. Oktober 2018) war ein griechischer Kapitän der Küstenwache und Seenotretter. Er wurde weltweit bekannt, als er 2015 tausende von Migranten auf dem Weg vom türkischen Festland auf die griechische Insel Lesbos rettete.

## Biografie
Papadopoulos stammte von der Insel Lesbos. Seine Vorfahren waren griechische Flüchtlinge, die im Jahr 1922 aus dem türkischen Izmit (griechisch Nikomedia) nach Lesbos kamen. Er war verheiratet und hatte zwei Töchter. Papadopoulos war Offizier der griechischen Küstenwache.
Wegen seiner Rettungsmaßnahmen galt Papadopoulos als „Held der Ägäis“ und wurde für sein Wirken von der Akademie von Athen und der griechischen Regierung ausgezeichnet. Die griechische Regisseurin Daphne Matziaraki begleitete Papadopoulos im Jahr 2017 in ihrer Dokumentation 4.1 Miles. Der Film war bei der Oscarverleihung 2017 in der Kategorie Bester Dokumentar-Kurzfilm nominiert.
Papadopoulos starb 2018 im Alter von 44 Jahren an den Folgen eines Herzinfarkts.